# Розі Брайдотті
Розі Брайдотті (нар. 28 вересня 1954, Латізана) — сучасна вчена, філософ і теоретик фемінізму. Справляє значний вплив на сучасну феміністську філософію.

## Життєпис
Народилася в м. Латізана в Італії, виросла в Австралії, є громадянкою обох країн. В 1977 році отримала диплом Австралійського Національного Університету в Канберрі, Тільярдську нагороду університету та медаль з філософії. Пізніше переїхала до Сорбонну для написання докторської роботи, де також отримала диплом з філософії у 1981 році. З 1988 року викладала в Утрехтському університеті в Нідерландах, тоді ж призначена професоркою-засновницею в жіночих дослідженнях. У 1995 році стала директором-засновницею Нідерландської дослідницької школи жіночих досліджень, цю посаду обіймала до 2005 року.
Брайдотті поклала початок європейським жіночим дослідженням: вона заснувала міжвузівський мережевий центр «SOCRATES», «NOISE» та «Тематичну мережу для жіночих досліджень ATHENA», якою керувала до 2005 року. В 2005 році була гостьовою професоркою від грантового фонду Leverhulme Trust у Біркбекському коледжі; професоркою Жана Моне в Європейському університетському інституті у Флоренції в 2002—2003 роках і співробітницею школи соціальних наук в Інституті перспективних досліджень в Прінстоні в 1994 році. Вона є членом-засновницею Європейського консорціуму гуманітарних інститутів і центрів (ECHIC [Архівовано 12 квітня 2019 у Wayback Machine.]), 2008; У 2010 році була обрана членом Правління Консорціуму Гуманітарних Центрів та Інститутів (CHCI [Архівовано 12 квітня 2019 у Wayback Machine.]), а в 2014 році — членом Наукової ради Національної ради з питань науки у Франції. Брайдотті була засновницею та директором Центру гуманітарних наук в Утрехтському університеті (2007—2016), і в даний час є заслуженою професоркою Утрехтського університету.
Брайдотті є або була у консультативних радах багатьох академічних феміністських журналів, включаючи «differences», «Signs», «Women's Studies International Forum», а також «Feminist Formations»..

## Особисте життя
Розі Брайдотті є відкритою лесбійкою.

## Чотири публікації про суб'єктивність
Публікації Брайдотті послідовно розміщувалися в континентальній філософії, на перетині з соціальною та політичною теорією, культурною політикою, гендером, феміністською теорією та етнічними дослідженнями. Суть її міждисциплінарної роботи складається з чотирьох взаємопов'язаних монографій про конституцію сучасної суб'єктивності, з особливим акцентом на концепції відмінності в історії європейської філософії та політичної теорії. Філософський проєкт Брайдотті досліджує, як позитивно сприймати різницю, що означає вийти за межі діалектики, яка однаково протистоїть їй і тим самим пов'язує її з відмовою від поняття однаковості.
- Про це свідчить філософська програма, закладена у першій книзі Брайдотті «Патерни дисонансу: есе про жінок у сучасній французькій філософії» (1991), яка розвивається у подальшій трилогії.
- У наступній книзі «Номадичні суб'єкти: втілення та відмінність у сучасній феміністській теорії» (1994) питання формулюється більш конкретно: чи можна розуміти гендерні, етнічні, культурні чи європейські відмінності поза гамівною сорочкою ієрархії та бінарної опозиції?

- Таким чином, наступний том «Метаморфози: назустріч матеріалістичній теорії становлення» (2002) аналізує не лише гендерні відмінності, а й більш категоричні двоякі розходження між власне собою та іншими, європейським та іноземним, людським та нелюдським (тварина / екологія / технологія інші). Висновок полягає у тому, що систематична амбівалентність формує сучасні культурні уявлення глобалізованого, технологічно опосередкованого, етнічно змішаного, гендерно-усвідомленого світу, в якому ми зараз живемо. Отже, виникає питання про те, що потрібно для створення адекватних культурних і політичних уявлень про швидко мінливий світ і наближення до спінозіанських уявлень про адекватне розуміння.
- Етичний аспект роботи Брайдотті про різницю висувається на перший план в останньому томі трилогії «Транспозиції: про номадичну етику» (2006). Тут вона досліджує різні етичні підходи, які можуть бути реалізовані шляхом прийняття різниці та різноманітності як основної точки відліку, і робить висновок про те, що багато чого можна отримати, призупинивши переконання, що політична залученість, моральне співчуття та соціальна згуртованість можуть бути вироблені лише на основі поняття визнання однаковості.

Брайдотті висуває альтернативну точку зору на суб'єктивність, етику і емансипацію, а також розрізняє постмодерністський ризик культурного релятивізму, одночасно виступаючи проти принципів ліберального індивідуалізму. Упродовж своєї роботи Брайдотті стверджує і демонструє важливість поєднання теоретичних проблем з серйозним зобов'язанням створити соціально та політично значущу освіченість, що повинно сприяти змінам у світі. Робота Брайдотті також включала декілька відредагованих томів. Її праці були перекладені девятнадцятьма мовами, а всі основні книги видаються принаймні трьома, не враховуючи англійську.

### «Постлюдина»
Брайдотті в праці «Постлюдина» говорить про перспективний спектр гендерного аналізу: постколоніальні дослідження, мирне співіснування людей, захист навколишнього середовища. Концептуальна фігура «номадичного суб'єкта» Брайдотті є тим ескізом суб'єктивності в добу постінформаційного суспільства, коли світ сприймається без обмежень конкретним місцем замешкання. Володіння різноманітністю стилів і дисциплінарних підходів постає важливим у галузі сучасних гендерних досліджень. Саме в цій галузі «номадичне мислення» дає змогу відмовитися від надмірних узагальнень, ілюзії повної подібності всіх жінок. Натомість необхідно визнати й дослідити специфіку та складність соціокультурних, політичних, матеріальних і семіотичних умов, у яких живуть і діють жінки.
«Постлюдина» пропонує як введення, так і великий внесок у сучасні дебати про постлюдину. Як розмивається традиційна відмінність між людиною та іншими, викриваючи не натуралістичну структуру людини, «Постлюдина» починається з дослідження, якою мірою пост-гуманістичний рух змінює традиційну гуманістичну єдність суб'єкта. Замість того, щоб сприймати цю ситуацію як втрату пізнавального і морального самовладання, Брайдотті стверджує, що постлюдина допомагає нам зрозуміти нашу гнучку і множинну ідентичність.
Брайдотті потім аналізує ескалацію ефектів пост-антропоцентричної думки, яка охоплює не тільки інші види, але й стійкість нашої планети в цілому. Оскільки сучасні ринкові економіки отримують вигоду від контролю та комерціалізації всього існуючого, вони призводять до гібридизації, стираючи категоричні відмінності між людиною та іншими видами, насінням, рослинами, тваринами і бактеріями. Ці дислокації, спричинені глобалізованими культурами та економікою, дозволяють критикувати антропоцентризм, але наскільки вони достовірні як показники сталого майбутнього?
«Постлюдина» завершується, розглядаючи наслідки цих зрушень для інституційної практики гуманітарних наук. Брайдотті виділяє нові форми космополітичного неогуманізму, які виходять з спектру постколоніальних і расових досліджень, а також гендерного аналізу і екологізму. Виклик постлюдського стану полягає у використанні можливостей для нових соціальних зв'язків та побудови спільноти, дотримуючись при цьому стійкості та розширення можливостей.
У цьому сенсі інтердисциплінарне дослідження, здійснене Р. Брайдотті, можна вважати новим прочитанням праць Ж. Делеза, що скероване на гендерну проблематику. Головні завдання теоретичного проєкту Брайдотті — критика феміністських теорій модерну і відновлення почуття інтерсуб'єктивності, яке дає змогу різним дослідникам(-цям) через визнання гендерних, етнічних, соціокультурних і політичних відмінностей дослідити новий соціокультурний тип суб'єктивності. Зрушення цього проєкту залежить від здатності дослідни/ці опанувати різноманітні дискурси, орієнтуватися в них.

## Останні видання
У 2011 році Брайдотті опублікувала дві нові книги: оновлене і перероблене видання «Номадичних суб'єктів» і зібрання «Нариси номадичної теорії. Портативна Розі Брайдотті». Зібрання є основним вступом до номадинчної теорії Брайдотті та її інноваційних формулювань, що пов'язані з Жилем Делез, Мішелем Фуко, Люс Ірігаре, і численних політичних та культурних питань. Есе починаються з таких понять, як сексуальна відмінність і втілена суб'єктивність, і продовжуються дослідженнями в технознавстві, фемінізмі, постсекулярному громадянстві і політиці затвердження.
Під впливом таких філософів, як Жиль Делез і особливо французької феміністської мислительки Люс Ірігаре, Брайдотті принесла постмодерністський фемінізм у інформаційну еру з її міркуваннями про кіберпростір, протезування і матеріальність різниці. Брайдотті також розглядає, як ідеї гендерних відмінностей можуть впливати на наші відчуття розділення людини/тварини і людини/машини. Брайдотті поклала початок європейським поглядам на феміністську філософію та практику, а також повпливала як на третю хвилю, так і на постсекулярні фемінізми.

### Відзнаки
- 3 березня 2005 року Брайдотті була удостоєна Королівського лицарства від Королеви Нідерландів Беатрікс;
- У серпні 2006 року отримала медаль Лодзького університету в Польщі,
- В травні 2007 року отримала почесний ступінь з філософії в Гельсінському університеті.
- У 2009 році обрана почесним членом Австралійської академії гуманітарних наук.
- З 2009 року є членом правління Консорціуму гуманітарного центру та інститутів (CHCI [Архівовано 12 квітня 2019 у Wayback Machine.]).
- У 2013 році отримала почесний ступінь з філософії в Університеті Лінчепінгу в Швеції.

### Міжнародна діяльність (2011— нині)
- 2017: Виступала на лекції Таннера про людські цінності в гуманітарному центрі Уітні в Єльському університеті (1-3 березня 2017).[15]
- 2015 — по теперішній час: призначена членом основної групи керівного комітету Першої Всесвітньої гуманітарної конференції, організованої CIPSH [Архівовано 12 квітня 2019 у Wayback Machine.] (Міжнародна рада з філософії та гуманістики), ЮНЕСКО та Льєзького університету (Бельгія), 6–12 серпня , 2017. Президенти Конференції: професор Чао Гейдін (Пекін) та професор Роберт Халью (Льєзький університет).
- 2014: Обрана членом Наукової ради Національної ради з питань науки у Франції.
- 2012: Грант Фонду Меллона для міжнародного спільного проєкту: «Релігія та політична приналежність» з Університетом Портленду, штат Орегон; Університет Аризони, Тель-Авіву, Китайський університет Гонконгу та Університет Дюка в США.
- 2011 — нині: Член-засновниця Європейського консорціуму гуманітарних інститутів та центрів (ECHIC [Архівовано 12 квітня 2019 у Wayback Machine.]).

### Книги
- 1991, Patterns of Dissonance: an Essay on Women in Contemporary French Philosophy,: Cambridge: Polity Press [Архівовано 25 жовтня 2008 у Library of Congress]; USA: Routledge [Архівовано 25 лютого 2011 у Wayback Machine.], pp. 316. Second edition: 1996.
- 1994, Co-authored with Ewa Charkiewicz, Sabine Hausler and Saskia Wieringa: Women, the Environment and Sustainable Development. Towards a Theoretical Synthesis, London: Zed Books [Архівовано 25 лютого 2011 у Wayback Machine.], pp. 220.
- 1994, Nomadic Subjects. Embodiment and Sexual difference in Contemporary Feminist Theory. Cambridge: Columbia University Press [Архівовано 4 вересня 2011 у Wayback Machine.], pp. 326.
- 1996, Madri, Mostri e Macchine, Rome: Manifesto Libri [Архівовано 31 липня 2019 у Wayback Machine.], With postface by Anna Maria Crispino. Second edition, revised and enlarged, 2005.
- 2002, Nuovi soggetti nomadi, Roma: Luca Sossella editore [Архівовано 28 грудня 2018 у Wayback Machine.], pp. 201.
- 2002, Metamorphoses: Towards a Materialist Theory of Becoming, Cambridge: Polity Press [Архівовано 25 жовтня 2008 у Library of Congress], pp. 317.
- 2003, Baby Boomers: Vite parallele dagli anni Cinquanta ai cinquant'anni, Florence: Giunti, pp. 191.
- 2004, Feminismo, diferencia sexual y subjetividad nomade, Barcelona: Gedisa, pp. 234.
- 2004, Op doorreis: nomadisch denken in de 21ste eeuw, Amsterdam: Boom [Архівовано 31 березня 2016 у Wayback Machine.], pp. 298.
- 2006, Transpositions: On Nomadic Ethics, Cambridge: Polity Press [Архівовано 25 жовтня 2008 у Library of Congress] pp. 304.
- 2007, Egy nomád térképei. Feminizmus a posztmodern után, Budapest: Balassi Kiado [Архівовано 26 лютого 2021 у Wayback Machine.], pp. 137.
- 2009, La philosophie, là où on ne l'attend pas, Paris: Larousse [Архівовано 16 жовтня 2019 у Wayback Machine.], pp. 286.
- 2011a, Nomadic Subjects. Embodiment and Sexual Difference in Contemporary Feminist Theory, Second Edition, New York: Columbia University Press [Архівовано 4 вересня 2011 у Wayback Machine.], pp. 334.
- 2011b, Nomadic Theory. The Portable Rosi Braidotti, New York: Columbia University Press [Архівовано 4 вересня 2011 у Wayback Machine.], pp. 416.
- 2013, The Posthuman. Cambridge, Polity Press[en].
- 2017, Per Una Politica Affermativa. Milano: Mimesis/I Volti.
- 2017, Posthuman Feminism. Cambridge, Polity Press[en].

### Переклади

#### «Постлюдина»
- Переклад турецькою: Insan Sonrasi, Istanbul: Kolektif [Архівовано 19 травня 2019 у Wayback Machine.], 2014, с.   240.
- Переклад німецькою: Posthumanismus: Leben jenseits des Menschen, Frankfurt/New York: Campus [Архівовано 30 березня 2019 у Wayback Machine.], 2014, с.   215.
- Переклад італійською: Il postumano. La vita oltre il sé, oltre la specie, oltre la morte, Rome: Derive Approdi [Архівовано 9 січня 2018 у Wayback Machine.], 2014, с.   256..
- Переклад польською: Po człowieku, Warszawa: Wydawnictwo Naukowe PWN SA [Архівовано 21 листопада 2015 у Wayback Machine.], 2014, с.   380.
- Переклад корейською: 휴먼. Seoul: Acanet, 2015.
- Переклад китайською: 人类 ， trans. Gencheng Song, Henan Publishing House, 2016.6
- Переклад італійською: Trasposizioni. Sull'etica nomade, Roma: Luca Sosella Editore [Архівовано 28 грудня 2018 у Wayback Machine.], 2008, с.   343.
- Переклад іспанською: Transposiciones, Barcelona: Gedisa, 2009, с.   414.

#### «Метаморфози»
- Переклад італійською: In Metamorfosi, Madrid: Feltrinelli [Архівовано 24 березня 2021 у Wayback Machine.], 2003.
- Переклад іспанською: Metamorfosis. Hacia una teoria materialista del devenir, Madrid: Akal Ediciones, 2005
- Переклад корейською: Moonhwa Kwahak Sa., 2011

#### «Номадичні суб'єкти»
- Переклад грецькою: ομαδικά Yποκείμενα: :νσωματότητα έμυλη διαφορά σ γχρονη στεμινιστική θεωρία, Athens: Nissos [Архівовано 8 квітня 2018 у Wayback Machine.], 2014.
- Переклад італійською: Soggetto Nomade, Rome: Donzelli [Архівовано 9 квітня 2019 у Wayback Machine.], 1995.
- Переклад іспанською: Sujetos Nómades Corporización y Diferencia Sexual en la Teoria Feminista Contemporánea, Буенос-Айрес, Барселона, Мексика: Paidos [Архівовано 30 січня 2014 у Wayback Machine.], 2000.
- Переклад російською деяких витягів з книги "Номадические объекты: воплощение и сексуальная разница в современной феминистской теории. В частности: «Введение: путем номадизма» (с. 13–22) и главе 11: «Исследования женщин и политика различия» (с. 136—163). В кн.: Сергей Жеребкин (ред.) Антология теории западных гендерных исследований, II том учебника «Введение в гендерные исследования», Санкт-Петербург: Центр гендерных исследований «Aleteia» и «Харцов», 2001. Перевод Завена Баблояна.
- Переклад португальською в розділі 8: «A diferença sexual como um projecto politico nomada» в: Genero, Identitade e Desejo. Antologia Critica do Femminismo Contemporaneo, Lisboa: Ediçoes Cotovia [Архівовано 25 квітня 2019 у Wayback Machine.], 2002.
- Переклад корейською, ISBN 89-951903-8-8 , 2005.
- Переклад російською розділу 8: «Сексуальная разница как номадический политически проект» у: Феминизм, искуство и теория. 1970—2000, Москва: РосПен, 2005.
- Переклад польською: Podmioty Nomadyczne. Ucieleśnienie I różnica seksualna w feminizmie współczesnym, Warszawa: Wydawnictwa Naukowe I Profesjonalne [Архівовано 13 квітня 2019 у Wayback Machine.], 2009.

#### «Патерни дисонансу»
- Переклад голландською: Beelden van de leegte. Kampen: Kok Agora, 1991; Amsterdam: Rainbow paperback edition, 1995.
- Переклад фінською: Riitasointuja. Tampere: Vastapaino, 1993.
- Переклад італійською: Dissonanze. Le donne e la filosofia contemporanea. Milano: La Tartaruga, 1994.